# اتحاد نهر مانو

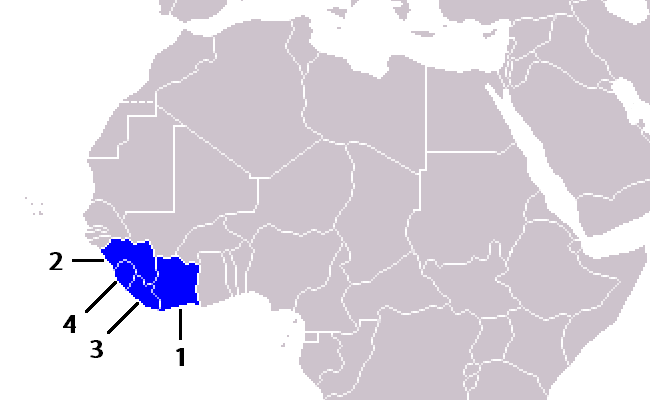
الدول الأعضاء: (1) ساحل العاج، (2) غينيا، (3) ليبيريا، (4) سيراليون.

اتحاد نهر مانو (بالإنجليزية:Mano River Union أو MRU) هو رابطة دولية تأسست في البداية بين ليبيريا وسيراليون بموجب إعلان نهر مانو الصادر في 3 أكتوبر / تشرين الأول 1971.  سمي على اسم نهر مانو الذي يبدأ في مرتفعات غينيا ويشكل الحدود بين ليبيريا وسيراليون. في 25 أكتوبر 1980، انضمت غينيا إلى الاتحاد. 
كان هدف الاتحاد هو «تسريع النمو الاقتصادي والتقدم الاجتماعي والتقدم الثقافي لبلدينا ... من خلال التعاون النشط والمساعدة المتبادلة في الأمور ذات الاهتمام المشترك في المجالات الاقتصادية والاجتماعية والتقنية والعلمية والإدارية».  ومع ذلك، بسبب الصراعات الداخلية داخل دولتي الاتحاد الأصليين (الحرب الأهلية في سيراليون [1991-2002] والحرب الأهلية الليبيرية الأولى [1989-1997] والثانية [1999-2003])، لم يتم تحقيق هذه الأهداف.  كان عدد العاملين 600 في عام 1986، ولكن انخفض إلى 300 في عام 1993، ثم إلى 120، و 48 في عام 2000. 
في 20 أيار / مايو 2004، أعيد تنشيط الاتحاد في قمة للزعماء الثلاثة لدول اتحاد نهر مانو: رؤساء غينيا لانسانا كونتي، وأحمد تيجان كبه رئيس سيراليون، والرئيس غيد براينت من ليبيريا. في 15 مايو 2008، وافقت ساحل العاج على الانضمام إلى الاتحاد. 

## الهيكل التنظيمي
يتم تشغيل الاتحاد من قبل أمانة يرأسها الأمين العام. عندما قُتل الأمين العام حبيب ديالو في حادث سيارة عام 2011،  كان خليفته أول امرأة تشغل هذا المنصب: الدكتورة ساران دارابا كابا.  يقع مقر أمانة اتحاد نهر مانو في فريتاون، سيراليون،  ولها مكاتب في كوناكري، غينيا ومونروفيا، ليبيريا.  في أبريل 2016، أعلن الاتحاد عن خطط لتشكيل برلمان اتحاد نهر مانو، حيث سيعمل المشرعون من الدول الأعضاء الأربع على تنسيق التشريعات الوطنية بشأن المسائل ذات الأهمية الإقليمية. 

## الأمناء العامون لاتحاد نهر مانو
- سيريل برايت، ليبيريا (1974-1978)
- إرنست ايستمان، ليبيريا (1978-1983)
- أوغسطس كين، ليبيريا (1983-1987)
- الدكتور عبد الله ديالو، غينيا (1988-2005)
- أبراهام بور، غينيا (2007-2010)
- حبيب ديالو، غينيا (2010-2011)
- الدكتورة هاجيا ساران دارابا ، غينيا (2011-2017)
- ميدينه ويسه، ليبيريا (2017-)